# Campeonato Sul-Americano de Corta-Mato de 1997
O 12º Campeonato Sul-Americano de Corta-Mato de 1997 foi realizado em Comodoro Rivadavia, na Argentina, entre os dias 22 e 23 de fevereiro de 1997. Participaram da competição 82 atletas (+ 1 convidado) de seis nacionalidades (+1 convidado). Na categoria sênior masculino Elenilson da Silva do Brasil levou o ouro, e na categoria sênior feminino Stella Castro da Colômbia levou o ouro. 

## Medalhistas
Esses foram os campeões da competição. 
| Evento                   | Ouro                               | Ouro  | Prata                           | Prata | Bronze                                  | Bronze |
| ------------------------ | ---------------------------------- | ----- | ------------------------------- | ----- | --------------------------------------- | ------ |
| Individual               |                                    |       |                                 |       |                                         |        |
| Masculino sênior (12 km) | Elenilson da Silva · Brasil        | 38:01 | Herder Vásquez · Colômbia       | 38:03 | Leonardo Vieira Guedes · Brasil         | 38:23  |
| Masculino júnior (8 km)  | André Pereira da Silva · Brasil    | 6:52  | Jonatann Moraes Matos · Brasil  | 26:53 | Paulo Roberto de Almeida Paula · Brasil | 26:53  |
| Masculino juvenil (4 km) | Jeferson de Souza Sá · Brasil      | 13:22 | Leonardo Milani · Argentina     | 13:28 | Pedro Herrera · Argentina               | 13:33  |
| Feminino sênior (6 km)   | Stella Castro · Colômbia           | 21:18 | Érika Olivera · Chile           | 21:31 | Nadir Sabino de Siqueira · Brasil       | 21:56  |
| Feminino júnior (4 km)   | Fabiana Cristine da Silva · Brasil | 14:26 | Valquíria Silva Santos · Brasil | 14:36 | Bertha Sánchez · Colômbia               | 14:57  |
| Feminino juvenil (3 km)  | Fabiani da Silva · Brasil          | 11:38 | Natalia Domínguez · Argentina   | 11:58 | Miriam Valdez · Argentina               | 12:08  |
| Equipe                   |                                    |       |                                 |       |                                         |        |
| Masculino sênior         | Brasil                             | 8     | Colômbia                        | 13    | Argentina                               | 24     |
| Masculino júnior         | Brasil                             | 6     | Argentina                       | 23    | Chile                                   | 23     |
| Masculino juvenil        | Argentina                          | 6     |                                 |       |                                         |        |
| Feminino sênior          | Brasil                             | 15    | Chile                           | 15    | Colômbia                                | 17     |
| Feminino júnior          | Chile                              | 32    |                                 |       |                                         |        |
| Feminino juvenil         | Argentina                          | 6     |                                 |       |                                         |        |

## Resultados da corrida

### Masculino sênior (12 km)
Individual
| Posição           | Atleta                   | Nacionalidade | Tempo |
| ----------------- | ------------------------ | ------------- | ----- |
| Medalha de ouro   | Elenilson da Silva       | Brasil        | 38:01 |
| Medalha de prata  | Herder Vásquez           | Colômbia      | 38:03 |
| Medalha de bronze | Leonardo Vieira Guedes   | Brasil        | 38:23 |
| 4                 | Benedito Donizetti Gomes | Brasil        | 38:23 |
| 5                 | Elias Rodrigues Bastos   | Brasil        | 38:29 |
| 6                 | José Teles de Souza      | Brasil        | 38:31 |
| 7                 | Jacinto Navarrete        | Colômbia      | 38:38 |
| 8                 | Sérgio Correa Couto      | Brasil        | 38:55 |
| 9                 | William Vásquez          | Colômbia      | 39:05 |
| 10                | Mauricio Ladino          | Colômbia      | 39:06 |
| 11                | Rubén Álvarez            | Argentina     | 39:17 |
| 12                | Zenón Patiño             | Argentina     | 39:24 |
| 13                | Julián Berrío            | Colômbia      | 39:33 |
| 14                | José Montenegro          | Argentina     | 39:48 |
| 15                | Antonio Ibañez           | Argentina     | 40:04 |
| 16                | Iván Noms                | Argentina     | 40:15 |
| 17                | Oscar Raimo              | Argentina     | 40:17 |
| 18                | José Chacón              | Argentina     | 43:31 |
| —                 | Leonardo Malgor          | Argentina     | DNF   |

Equipe
| Elenilson da Silva       | 1     |
| Leonardo Vieira Guedes   | 3     |
| Benedito Donizetti Gomes | 4     |
| (Elias Rodrigues Bastos) | (n/s) |
| (José Teles de Souza)    | (n/s) |
| (Sérgio Correa Couto)    | (n/s) |

| Herder Vásquez    | 2     |
| Jacinto Navarrete | 5     |
| William Vásquez   | 6     |
| (Mauricio Ladino) | (n/s) |
| (Julián Berrío)   | (n/s) |

| Rubén Álvarez     | 7     |
| Zenón Patiño      | 8     |
| José Montenegro   | 9     |
| (Antonio Ibañez)  | (n/s) |
| (Iván Noms)       | (n/s) |
| (Oscar Raimo)     | (n/s) |
| (José Chacón)     | (n/s) |
| (Leonardo Malgor) | (DNF) |

* Nota: Os atletas entre parênteses não pontuaram para o resultado da equipe.

### Masculino júnior (8 km)
Individual
| Posição           | Atleta                         | Nacionalidade | Tempo |
| ----------------- | ------------------------------ | ------------- | ----- |
| Medalha de ouro   | André Pereira da Silva         | Brasil        | 6:52  |
| Medalha de prata  | Jonatann Moraes Matos          | Brasil        | 26:53 |
| Medalha de bronze | Paulo Roberto de Almeida Paula | Brasil        | 26:53 |
| 4                 | Luiz Fernando de Almeida Paula | Brasil        | 26:55 |
| 5                 | Gustavo Nicolás Pereira        | Uruguai       | 26:57 |
| 6                 | Carlos Barrientos              | Paraguai      | 27:03 |
| 7                 | Karin Marin                    | Chile         | 27:11 |
| 8                 | Javier Carriqueo               | Argentina     | 27:15 |
| 9                 | Cristian Hidalgo               | Chile         | 27:18 |
| 10                | Juan Carlos de Bastos          | Argentina     | 27:19 |
| 11                | Cristóbal Valenzuela           | Argentina     | 27:23 |
| 12                | Oscar Mesa                     | Paraguai      | 27:46 |
| 13                | Francisco Salcedo              | Chile         | 27:52 |
| 14                | Simón Veuthey                  | Argentina     | 28:05 |
| 15                | Roberto Carrizo                | Argentina     | 28:06 |
| 16                | Angelo Álvarez                 | Chile         | 28:29 |
| 17                | Alejandro Godoy                | Argentina     | 28:42 |
| 18                | Lucas Panadero                 | Paraguai      | 29:16 |
| —                 | Alejandro Rivera               | Paraguai      | DNF   |

Equipe
| André Pereira da Silva           | 1     |
| Jonatann Moraes Matos            | 2     |
| Paulo Roberto de Almeida Paula   | 3     |
| (Luiz Fernando de Almeida Paula) | (n/s) |

| Javier Carriqueo      | 6     |
| Juan Carlos de Bastos | 8     |
| Cristóbal Valenzuela  | 9     |
| (Simón Veuthey)       | (n/s) |
| (Roberto Carrizo)     | (n/s) |
| (Alejandro Godoy)     | (n/s) |

| Karin Marin       | 5     |
| Cristian Hidalgo  | 7     |
| Francisco Salcedo | 11    |
| (Angelo Álvarez)  | (n/s) |

| Carlos Barrientos  | 4     |
| Oscar Mesa         | 10    |
| Lucas Panadero     | 12    |
| (Alejandro Rivera) | (DNF) |

* Nota: Os atletas entre parênteses não pontuaram para o resultado da equipe.

### Masculino juvenil (4 km)
Individual
| Posição           | Atleta               | Nacionalidade | Tempo |
| ----------------- | -------------------- | ------------- | ----- |
| Medalha de ouro   | Jeferson de Souza Sá | Brasil        | 13:22 |
| Medalha de prata  | Leonardo Milani      | Argentina     | 13:28 |
| Medalha de bronze | Pedro Herrera        | Argentina     | 13:33 |
| 4                 | Enrique Veuthey      | Argentina     | 13:45 |
| 5                 | Diego Bastia         | Argentina     | 14:02 |

Equipe
| Posição         | Equipe | Pontos |
| --------------- | --- | ------ |
| Medalha de ouro | Argentina · \| Leonardo Milani \| 1 \| \| Pedro Herrera \| 2 \| \| Enrique Veuthey \| 3 \| \| (Diego Bastia) \| (n/s) \| | 6      |
| Leonardo Milani | 1 |        |
| Pedro Herrera   | 2 |        |
| Enrique Veuthey | 3 |        |
| (Diego Bastia)  | (n/s) |        |

* Nota: Os atletas entre parênteses não pontuaram para o resultado da equipe.

### Feminino sênior (6 km)
Individual
| Posição           | Atleta                       | Nacionalidade  | Tempo |
| ----------------- | ---------------------------- | -------------- | ----- |
| Medalha de ouro   | Stella Castro                | Colômbia       | 21:18 |
| Medalha de prata  | Érika Olivera                | Chile          | 21:31 |
| Medalha de bronze | Nadir Sabino de Siqueira     | Brasil         | 21:56 |
| 4                 | Flor Venegas                 | Chile          | 22:03 |
| 5                 | Maria Justina Santos Santana | Brasil         | 22:14 |
| 6                 | María Eugenia Rodríguez      | Colômbia       | 22:27 |
| 7                 | Berenice Dias de Meira       | Brasil         | 22:31 |
| 8                 | Lelys Salazar                | Argentina      | 22:33 |
| 9                 | Rizoneide Wanderley          | Brasil         | 22:33 |
| 10                | Leontina Céspedes            | Chile          | 22:50 |
| 11                | Esneda Londoño               | Colômbia       | 22:53 |
| 12                | María de los Ángeles Peralta | Argentina      | 22:58 |
| —                 | Ines Eppers                  | Estados Unidos | 22:59 |
| 13                | Nélida Vivas                 | Argentina      | 23:03 |
| 14                | Susana Rebolledo             | Chile          | 23:47 |
| 15                | Sandra Ávila                 | Argentina      | 24:05 |
| 16                | Stella Jerez                 | Argentina      | 24:53 |
| 17                | Silvia Antúnez               | Argentina      | 25:10 |

Equipe
| Nadir Sabino de Siqueira     | 3     |
| Maria Justina Santos Santana | 5     |
| Berenice Dias de Meira       | 7     |
| (Rizoneide Wanderley)        | (n/s) |

| Érika Olivera      | 2     |
| Flor Venegas       | 4     |
| Leontina Céspedes  | 9     |
| (Susana Rebolledo) | (n/s) |

| Stella Castro           | 1  |
| María Eugenia Rodríguez | 6  |
| Esneda Londoño          | 10 |

| Lelys Salazar                | 8     |
| María de los Ángeles Peralta | 11    |
| Nélida Vivas                 | 12    |
| (Sandra Ávila)               | (n/s) |
| (Stella Jerez)               | (n/s) |
| (Silvia Antúnez)             | (n/s) |

* Nota: Os atletas entre parênteses não pontuaram para o resultado da equipe.

### Feminino júnior (4 km)
Individual
| Posição           | Atleta                    | Nacionalidade | Tempo |
| ----------------- | ------------------------- | ------------- | ----- |
| Medalha de ouro   | Fabiana Cristine da Silva | Brasil        | 14:26 |
| Medalha de prata  | Valquíria Silva Santos    | Brasil        | 14:36 |
| Medalha de bronze | Bertha Sánchez            | Colômbia      | 14:57 |
| 4                 | Erika Abril               | Colômbia      | 15:08 |
| 5                 | Vanesa Maraviglia         | Argentina     | 15:18 |
| 6                 | Ana Joaquina Rondón       | Colômbia      | 15:22 |
| 7                 | Karin Salcedo             | Chile         | 15:29 |
| 8                 | Isabel Aparecida Boldo    | Brasil        | 15:34 |
| 9                 | Ana Costa do Nascimento   | Brasil        | 15:38 |
| 10                | Mariela Davico            | Argentina     | 15:44 |
| 11                | Vanesa Davico             | Argentina     | 15:50 |
| 12                | Claudia Salcedo           | Chile         | 16:11 |
| 13                | Mabel Valenzuela          | Chile         | 16:15 |
| 14                | Claudia Cornejo           | Chile         | 16:34 |
| 15                | Romina Novaretti          | Argentina     | 16:44 |
| 16                | Teresa Avila              | Argentina     | 16:54 |
| 17                | Olga Santomingo           | Argentina     | 16:59 |

Equipe
| Posição | Equipe  | Pontos |
| ------- | ------- | ------ |
| 4       | Chile · | 32     |

* Nota: Os atletas entre parênteses não pontuaram para o resultado da equipe.

### Feminino juvenil (3 km)
Individual
| Posição           | Atleta             | Nacionalidade | Tempo |
| ----------------- | ------------------ | ------------- | ----- |
| Medalha de ouro   | Fabiani da Silva   | Brasil        | 11:38 |
| Medalha de prata  | Natalia Domínguez  | Argentina     | 11:58 |
| Medalha de bronze | Miriam Valdez      | Argentina     | 12:08 |
| 4                 | Adriana Tapia      | Argentina     | 12:15 |
| 5                 | Luciana de Esteban | Argentina     | 12:16 |

Equipe
| Posição              | Equipe | Pontos |
| -------------------- | --- | ------ |
| Medalha de ouro      | Argentina · \| Natalia Domínguez \| 1 \| \| Miriam Valdez \| 2 \| \| Adriana Tapia \| 3 \| \| (Luciana de Esteban) \| (n/s) \| | 6      |
| Natalia Domínguez    | 1 |        |
| Miriam Valdez        | 2 |        |
| Adriana Tapia        | 3 |        |
| (Luciana de Esteban) | (n/s) |        |

* Nota: Os atletas entre parênteses não pontuaram para o resultado da equipe.

## Quadro de medalhas
| Ordem | País      | Medalha de ouro | Medalha de prata | Medalha de bronze | Total |
| ----- | --------- | --------------- | ---------------- | ----------------- | ----- |
| 1     | Brasil    | 9               | 2                | 3                 | 14    |
| 2     | Argentina | 2               | 3                | 4                 | 9     |
| 3     | Colômbia  | 1               | 3                | 2                 | 6     |
| 4     | Chile     | 0               | 2                | 1                 | 3     |
|       | TOTAL     | 12              | 10               | 10                | 32    |

* Nota: O total de medalhas incluem  as competições individuais e de equipe, com medalhas na competição por equipe contando como uma medalha.

## Participação
De acordo com uma contagem não oficial, participaram 82 atletas (+ 1 atleta convidado) de 6 países (+ 1 país convidado).
| - Argentina (34) - Brasil (20) | - Chile (12) - Colômbia (11) | - Paraguai (4) - Uruguai (1) |

| País convidado: | - Estados Unidos (1) |